# Rock and Roll (chanson du Velvet Underground)
 (octobre 2017).
Si vous disposez d'ouvrages ou d'articles de référence ou si vous connaissez des sites web de qualité traitant du thème abordé ici, merci de compléter l'article en donnant les références utiles à sa vérifiabilité et en les liant à la section « Notes et références ».
Pour les articles homonymes, voir Rock 'n' roll (homonymie).
Rock and Roll (parfois orthographié Rock 'n' Roll) est un titre du groupe américain The Velvet Underground, apparu pour la première fois sur leur album Loaded' en 1970. La chanson a été écrite par le leader du groupe Lou Reed, qui continua par la suite à jouer ce titre lors de ses concerts, durant sa carrière solo.

## Thème
Les paroles de cette chanson célèbrent l'avènement du rock 'n' roll en tant que genre musical dans les années 1950. Dans ces paroles Lou Reed se réfère à une amie, Ginny, qui se rappelle le jour où, elle avait cinq ans, elle écoutait la radio. Particulièrement déçue par les chansons qui passaient alors, elle s'était branchée sur une station de radio de New York et :
...she couldn't believe what she heard at all; she started shaking to that fine, fine music: her life was saved by Rock and Roll.
(elle n'arriva pas à croire à ce qu'elle entendait ; elle commença à bouger et à danser au son de cette magnifique musique: sa vie fut sauvée par le Rock and Roll.)
Lou Reed a également écrit dans le coffret d'albums Peel Slowly and See : 
'Rock and Roll' parle de moi. Si je n'avais jamais entendu de rock and roll à la radio, je n'aurait pas su qu'il y avait de la vie sur cette planète. Ce qui aurait été dévastateur - de penser que tout, et tout le monde était comme de là d'où je viens. Cela aurait été profondément décourageant. Ce ne sont pas les films qui m'ont fait ça. Ce n'est pas la télé qui m'a fait ça. C'est la radio qui l'a fait.
La chanson apparaît également sur les albums 1969: The Velvet Underground Live, Live MCMXCIII, Loaded: Fully Loaded Edition, American Poet, Another View, Rock 'n' Roll Animal, Live in Italy, Rock and Roll: an Introduction to The Velvet Underground, Rock and Roll Diary: 1967–1980.

## Reprises et utilisation du titre
Rock and Roll a été utilisée dans un certain nombre de bandes originales de films, notamment Il était une fois dans le Queens, Rock 'n' Roll High School et SLC Punk!
Un clip du Velvet Underground en train de jouer cette chanson apparaît dans le jeu Civilization IV une fois la merveille "Rock and Roll" construite. De plus, la citation liée à la découverte de la technologie Radio est la suivante :
"Then one fine morning she puts on a New York station.... You know, her life was saved by rock & roll"
"Un beau matin elle se brancha sur une radio de New York...Vous savez, sa vie fut sauvée par le Rock & Roll"
qui semble clairement inspirée des paroles écrites par Lou Reed pour le titre.
Le groupe de Mitch Ryder, qui inclut le futur guitariste de Lou Reed, Steve Hunter, a été un des premiers à reprendre ce titre, avec une version dès 1971. D'autres ont suivi par la suite, notamment Phish, The Runaways et Jane's Addiction.